# Complexo do Alemão

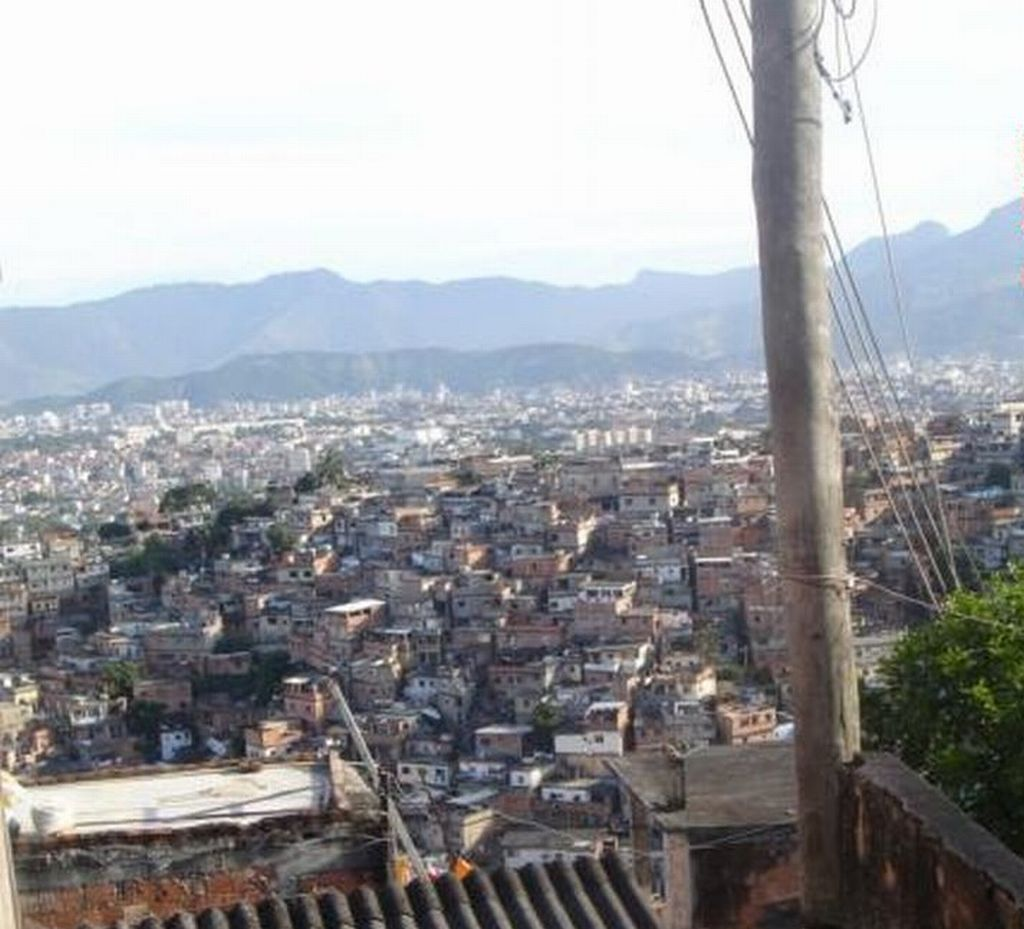
Vue du Complexo do Alemão

Le Complexo do Alemão (Gaza do Rio) est un ensemble de treize favelas situées dans le nord de la ville de Rio de Janeiro.

## Histoire
Après la Première Guerre mondiale, Leonard Kaczmarkiewicz, un Polonais, acheta le terrain sur lequel se trouve aujourd'hui les favelas d'Alemão. À cause de l'origine étrangère et de l'aspect physique de Kaczmarkiewicz, l'endroit fut surnommé par les locaux « Morro do Alemão », la « Colline de l'Allemand ». Dans les années 1920, la campagne fit place à une usine de tannerie Curtume Carioca et aux habitations de centaines d'ouvriers venus y travailler. Les favelas commencèrent à se développer dans les années 1950 lorsque Kaczmarkiewicz divisa et vendit son terrain en parcelles. 
Le déclin de l'industrie sur le site et le chômage des années 1980 provoquèrent une flambée de la pauvreté et de la criminalité.

## Géographie
En 2010, ce territoire de 300 hectares comptait environ 70 000 habitants.

## Violences et criminalité
Dès les années 1980, le trafic de stupéfiants se développe et les armes de guerre se multiplient. 
En juin 2007, une opération de police contre le trafic se solde par 44 morts. La police est soupçonnée par la presse brésilienne d'avoir procédé à des exécutions arbitraires et le Parti socialiste des travailleurs unifié parle du « Massacre no Complexo do Alemão »,. 
À la fin de novembre 2010, à la suite d'une « vague d'attaques et d'incendies de véhicules », la police et l'armée lancent 2 600 hommes appuyés par des blindés et des hélicoptères dans une immense opération contre 600 narcotrafiquants du gang Comando Vermelho qui fait du Complexo do Alemão son quartier général,.
Le 21 juillet 2014, un poste de l’Unité de Police Pacificatrice de la favela Morro do Alemão a été attaqué pour répondre à la mort de Matheus Alexandre da Silva, 18 ans, durant une opération policière contre des « narcotrafiquants ». Le poste de l’Unité de Police a été criblé de balles puis en partie incendié, tandis qu’un véhicule de police est parti en fumée. Un homme de la Police Militaire blessé par balle durant l’action a été emmené à l’hôpital. En représailles, le Bataillon d’Opérations Spéciales BOPE et le Bataillon de Choc ont été appelés à intervenir dans la favela, qui faisait déjà l’objet d’une très forte présence policière et militaire en temps normal. Le Morro do Alemão est l'une des treize favelas du Complexo do Alemão. Le Complexo est occupé par la Polícia Militar depuis novembre 2010 au travers de huit Unités de Police Pacificatrice disséminées dans différentes favelas,.